# 阿布扎比酋长国
23°30′N 54°30′E / 23.5°N 54.5°E
阿布達比酋长国（阿拉伯语：‎）是阿拉伯联合酋长国七个酋長國之一，同时也是面积最大的酋长国（其面积为67,340km2，占到阿联酋全国领土的85%）和人口数第二多（仅次于杜拜）的酋长国。阿布達比酋长国的首府阿布達比市同时也是阿联酋的首都。阿布達比北濱波斯灣、南接沙烏地阿拉伯、東鄰阿曼。
阿布達比酋长国的主要收入来自石油工业、建筑业以及金融服务业。2008年，阿布達比的GDP达到1870亿美元，其中工业（主要是石油工业）占比为65.%，建筑业占比11.5%，其余23.6%则来自金融服务业。

## 历史

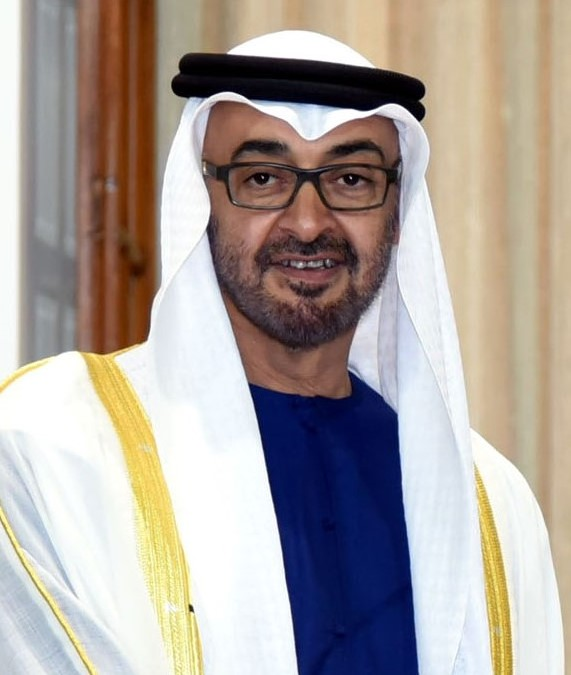
阿布扎比现任谢赫穆罕默德·本·扎耶德·阿勒納哈揚

早在公元前3000年左右，阿布扎比就已经有人居住，这里的早期居民主要从事游牧和捕鱼。18世纪晚期，游牧部落联合组成了名为巴尼亚斯的部落联合，这是现代阿布扎比酋长国的雏形，该部落联合在名义上还包括了如今的迪拜。19世纪，迪拜和阿布扎比分立。
直到20世纪中叶，阿布扎比的主要经济来源仍是畜牧业（骆驼）、椰枣种植以及艾因和利瓦两个绿洲出产的蔬菜。此外还包括夏季在阿布扎比市沿海的捕鱼业和珍珠采集。珍珠是20世纪上半叶阿布扎布最主要的出口商品以及创汇产业。
1939年，当时的阿布扎比埃米尔谢赫沙赫布特（沙赫布特·本·苏尔坦·阿勒纳哈扬）颁布了挖掘石油的许可，1958年，阿布扎比发现了第一口油井。虽然当时石油只在阿布扎比的国民经济中占据边缘地位，但到了1961，依然给阿布扎比带来了一些混凝土建筑和第一条公路。然而谢赫沙赫布特对石油工业的前景持谨慎态度，宁可投资其他产业。他的兄弟谢赫扎耶德（扎耶德·本·苏尔坦·阿勒纳哈扬）十分看好石油工业，认为这能给阿布扎比带来翻天覆地的变化。由此，统治阿布扎比的阿勒纳哈扬家族认为谢赫扎耶德应当取代他的兄长治理阿布扎比。于是，1966年8月6日，在英国的帮助下，谢赫扎耶德成为了阿布扎比新的统治者。
1968年1月，英国殖民者宣布将于1971年完全撤离波斯湾地区。随即，谢赫扎耶德开始致力于阿拉伯联合酋长国的成立。2月，巴林、卡塔尔、阿布扎比、沙迦、迪拜、哈伊马角、阿治曼、富查伊拉、乌姆盖万九国埃米尔在迪拜举行会议，同意建立阿拉伯联合酋长国，后因种种原因，巴林和卡塔尔先后退出。哈伊马角也未同意加入。1971年7月，在迪拜会议上，其余六国制定临时宪法，决定建立阿联酋，以阿布扎比为临时首都。12月2日，阿联酋宣布成立。次年2月，哈伊马角加入阿联酋。1996年，临时宪法被通过为永久宪法，阿布扎比也成为正式首都。
阿联酋成立后，石油工业为这一地区带来滚滚收入，银行、精品店和现代建筑取代了传统的阿拉伯小屋。如今，阿布扎比是世界上人均主權基金最高的地区，为每人10万美元。
2004年11月2日，阿联酋首任总统、阿布扎比谢赫扎耶德·本·苏尔坦·阿勒纳哈扬去世。11月3日，其子哈利法·本·扎耶德·阿勒纳哈扬成为阿布扎比新任埃米尔，并被选为阿联酋新一任总统。

## 地理

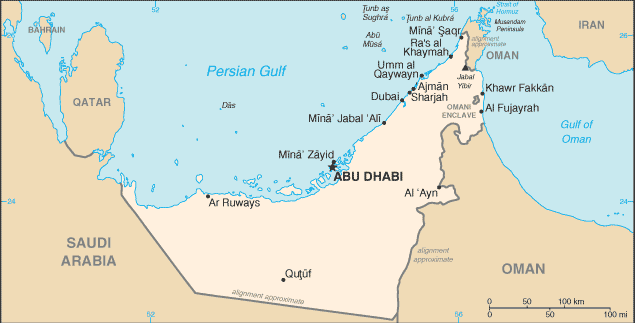
阿布扎比位于波斯湾沿岸，并与沙特阿拉伯和阿曼接壤

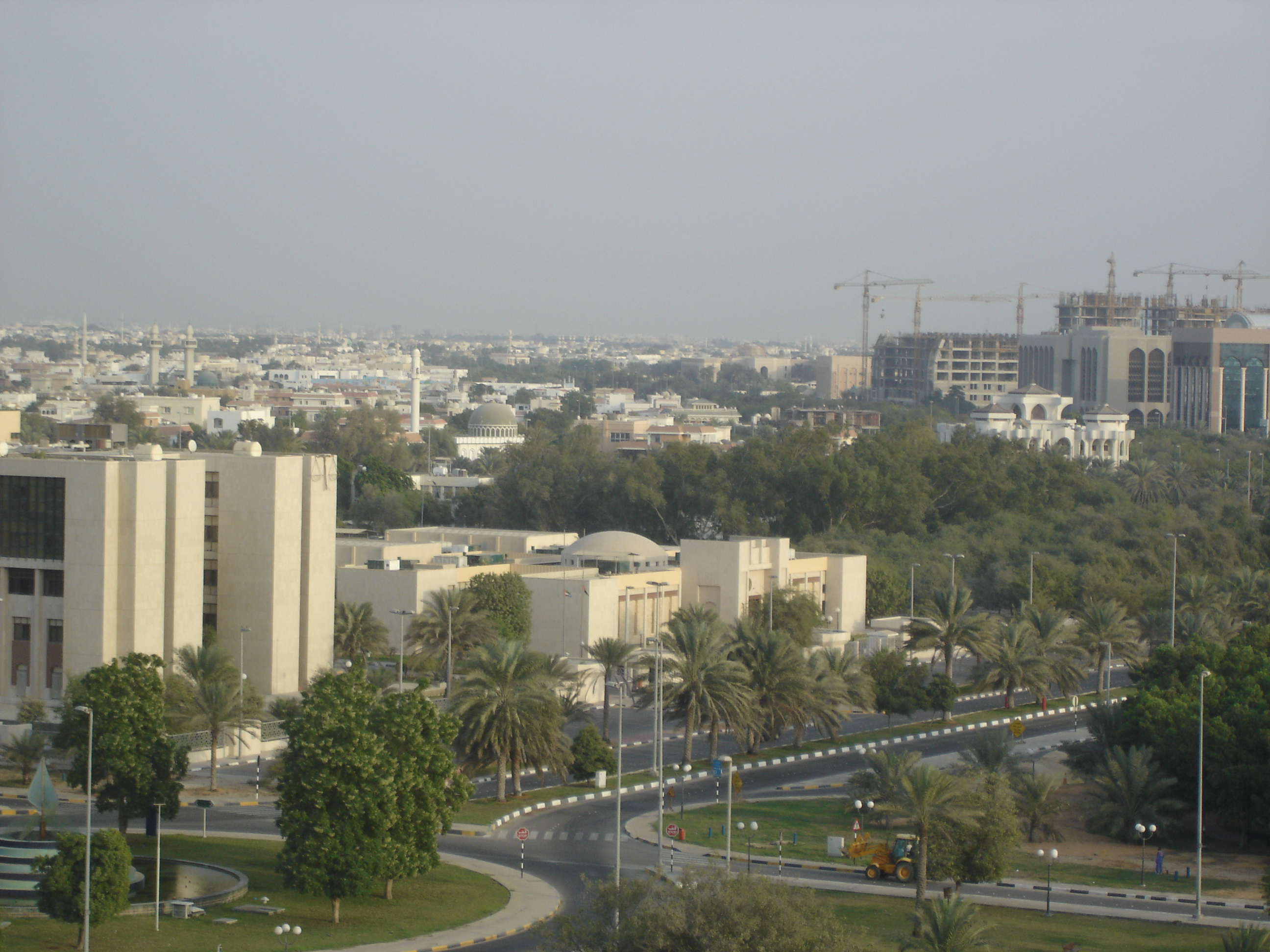
阿布扎比处处可见繁忙的建筑工地

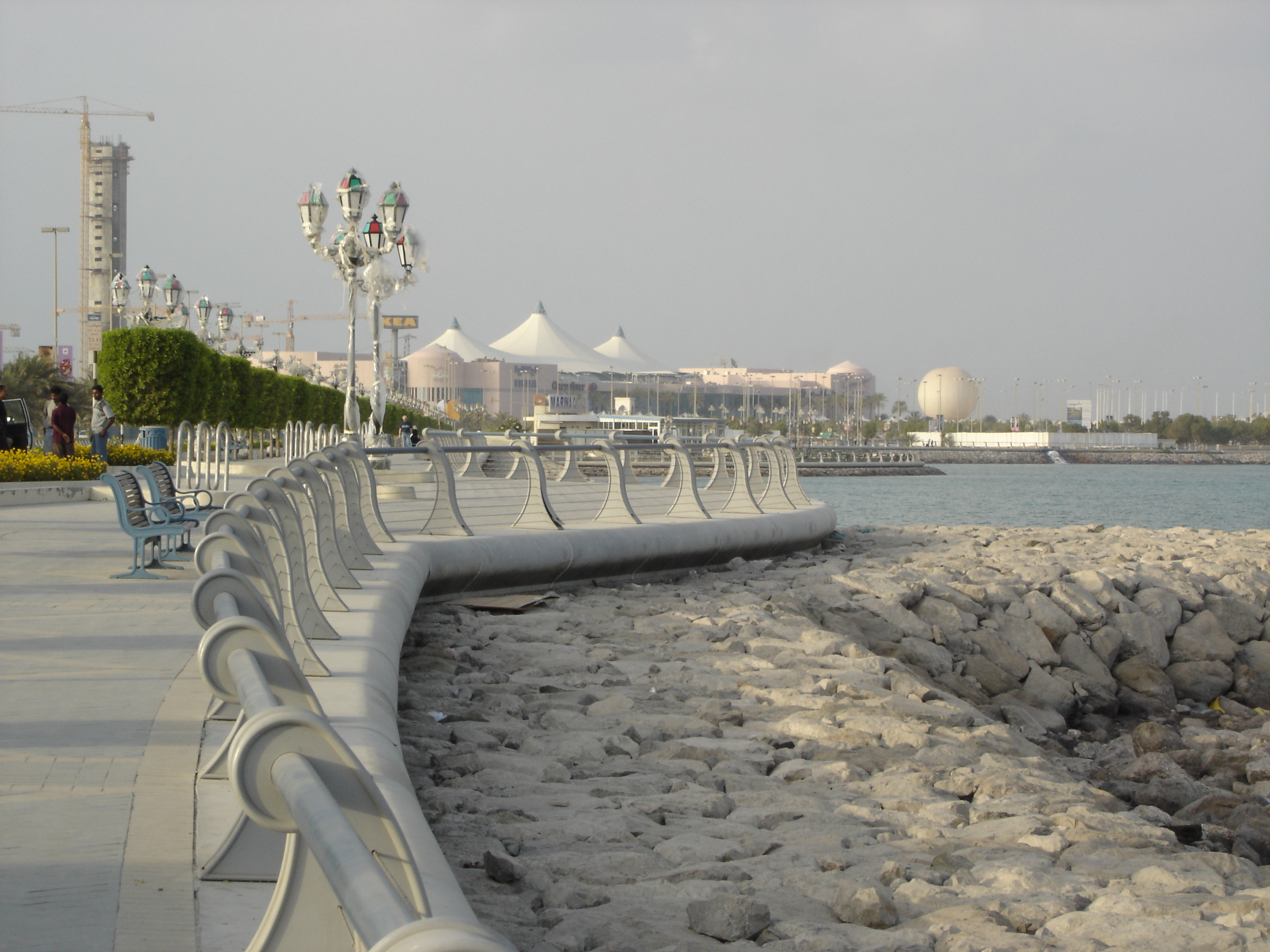
阿布扎比的海滨公园

阿布扎比酋长国位于富含石油的战略要地波斯湾地区。西部和南部与沙特阿拉伯接壤，东部与阿曼相邻，北部则是波斯湾以及同属阿联酋的迪拜和沙迦。

### 气候
阿布扎比几乎全年天气晴朗。每年6月到9月，平均气温超过摄氏43度（华氏110度），沙尘暴也时有发生，会把能见度降到数米之内。10月到次年5月气候适宜，尤其是1-2月间气候较为凉爽，同时会有大雾天。

### 城镇
阿布扎比市是一个风景优美的现代化城市，绿化覆盖全市，处处可见现代化的建筑和商店。
阿布扎比酋长国其他主要城市包括艾因、巴尼亚斯和鲁瓦斯。艾因是沙漠中的一个绿洲，是由多个村庄组成的定居点。艾因是阿联酋著名的花园城市和文化城市，这里由曾获得国际建筑大奖的阿布扎比图书馆和文化中心，以及阿联酋国立大学。

#### 主要城镇
- 阿布扎比市
- 阿布艾卜耶德島
- 艾因
- 阿尔亚姆岛（英语：Al-Aryam Island）
- Al Mushrif（英语：Al Mushrif）
- 巴拉尼岛
- Dalma（英语：Dalma (island)）
- Habshan（英语：Habshan）
- 哈利法市（英语：Khalifa City）
- 利瓦绿洲
- Marawah（英语：Marawah, United Arab Emirates）
- Mussafah（英语：Mussafah）
- 扎耶德港（英语：Port Zayed）
- 鲁瓦斯（英语：Ruwais）
- Sila（英语：Sila, United Arab Emarites）
- Sir Bani Yas（英语：Sir Bani Yas）
- Tarif（英语：Tarif）
- 亞斯島

## 政治
阿聯酋建國後，歷代阿聯酋總統在一般情況下都由阿布扎比酋长国酋長兼任。

### 历任谢赫
| 在位                          | 名字                                 | 备注        |
| ----------------------------- | ------------------------------------ | ----------- |
| 1761 - 1793                   | 谢赫·迪亚卜·本·伊萨·阿勒纳哈扬       | ？—1793     |
| 1793 - 1816                   | 谢赫·沙克布特·本·迪亚卜·阿勒纳哈扬   | 1793- 1816  |
| 1816 - 1818                   | 谢赫·穆罕默德·本·沙克布特·阿勒纳哈扬 |             |
| 1818 - 1833 (共任)            | 谢赫·沙克布特·本·迪亚卜·阿勒纳哈扬   |             |
| 1818 - 1833 (共任)            | 谢赫·塔赫农·本·沙克布特·阿勒纳哈扬   | ？—1833     |
| 1833 - 1845年7月 (共任)       | 谢赫·哈利法·本·沙克布特·阿勒纳哈扬   | ？—1845     |
| 1833- 1845年7月 (共任)        | 谢赫·苏丹·本·沙克布特·阿勒纳哈扬     | ？—1845     |
| 1845年7月 - 1845年9月         | 谢赫·伊萨·本·哈立德 (篡位)           |             |
|                               | 谢赫·迪亚卜·本·伊萨 (篡位)           |             |
| 1845年12月 - 1855年           | 谢赫·赛义德·本·塔赫农·阿勒纳哈扬     |             |
| 1855 - 1909                   | 谢赫·扎耶德·本·哈利法·阿勒纳哈扬     | 1855 - 1909 |
| 1909 - 1912                   | 谢赫·塔赫农·本·扎耶德·阿勒纳哈扬     | 1860 - 1912 |
| 1912年10月 - 1922年8月22日    | 谢赫·哈姆丹·本·扎耶德·阿勒纳哈扬     | 1881 - 1922 |
| 1922年8月22日 - 1926年8月4日  | 谢赫·苏丹·本·扎耶德·阿勒纳哈扬       | 1881 - 1926 |
| 1926年8月4日 - 1928年1月1日   | 谢赫·沙克尔·本·扎耶德·阿勒纳哈扬     | 1887 - 1928 |
| 1928年1月1日 - 1966年8月6日   | 谢赫·沙克布特·本·苏丹·阿勒纳哈扬     | 1905 - 1989 |
| 1966年8月6日 - 2004年11月3日  | 谢赫·扎耶德·本·苏尔坦·阿勒纳哈扬     | 1918 - 2004 |
| 2004年11月3日 - 2022年5月13日 | 谢赫·哈利法·本·扎耶德·阿勒纳哈扬     | 1948 - 2022 |
| 2022年5月13日 -               | 谢赫·穆罕默德·本·扎耶德·阿勒納哈揚   | 1961 -      |

## 交通
阿布扎比国际机场（AUH）和艾因国际机场（AAN）是阿布扎比两大机场。
阿布扎比各城镇的市内交通主要依靠私家车和出租车，政府运营的公共汽车主要服务于低收入人群。城市之间则有班车往返。
2005年起，阿布扎比和迪拜之间开通了客运班车。
2012年，位於酋長國東北方的哈里發港啟用，為阿布達比的主要商港。

## 经济

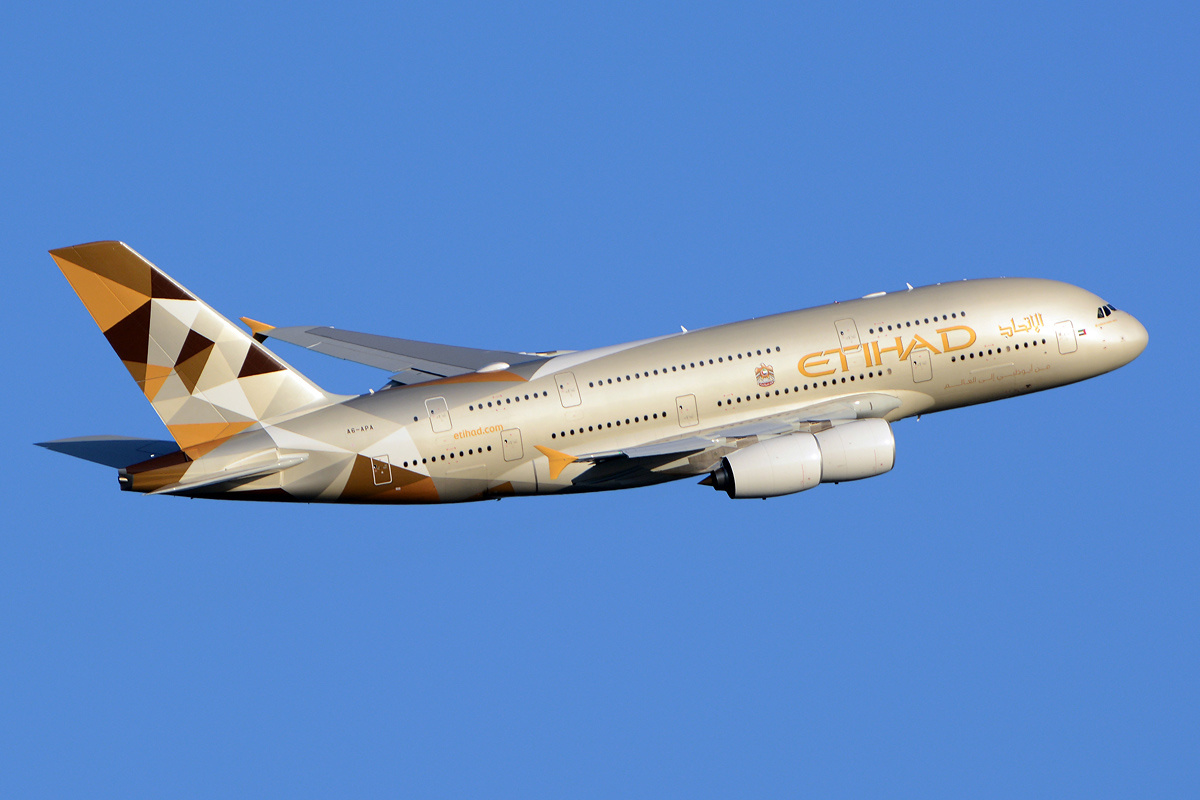
阿提哈德航空總部位於阿布扎比

阿布扎比是真正的石油国家，整个阿联酋的石油储藏量，阿布扎比酋长国就占了95%，天然氣儲量則達到92%。阿布扎比的石油總儲量占世界已探明儲量的9%，天然氣占5%。
阿布扎比的旅游业也相当的发达，年平均增长率是15至20%。1997年，70%的游客来自德国，其余的来自其它的欧洲国家。有商务目的的游客对阿布扎比的饭店业有着相当的重要性。在一些比较重大的会议和贸易博览会期间，饭店宾馆的客房使用率可以达到百分之百。